# Stichodactyla duerdeni
Stichodactyla duerdeni is een zeeanemonensoort uit de familie Stichodactylidae.
Stichodactyla duerdeni is voor het eerst wetenschappelijk beschreven door Carlgren in 1900.